# Coronellaria typhae
Coronellaria typhae är en svampart som tillhör divisionen sporsäcksvampar, och som beskrevs av John Axel Nannfeldt. Coronellaria typhae ingår i släktet Coronellaria, och familjen Dermateaceae. Arten är reproducerande i Sverige.